# Chatogekko amazonicus
Chatogekko amazonicus is een hagedis die behoort tot de gekko's en de familie Sphaerodactylidae.

## Naam en indeling
De wetenschappelijke naam van de soort werd voor het eerst voorgesteld door Lars Gabriel Andersson in 1918. Oorspronkelijk werd de wetenschappelijke naam Sphaerodactylus amazonicus gebruikt en later werd de hagedis toegekend aan het geslacht Coleodactylus. De soort werd door Tony Gamble, Juan D. Daza, Guarino Rinaldi Colli, Laurie Joseph Vitt en Aaron Matthew Bauer in 2011 aan het geslacht Chatogekko toegewezen en is tegenwoordig de enige vertegenwoordiger van deze monotypische groep.
De soortaanduiding amazonicus betekent vrij vertaald 'uit de Amazone' en verwijst naar het verspreidingsgebied.

## Verspreiding en habitat
De soort komt voor in delen van Zuid-Amerika en leeft in de landen Brazilië, Venezuela, Guyana, Frans-Guyana en Suriname, mogelijk in Bolivia. De habitat bestaat uit vochtige tropische en subtropische laaglandbossen.

## Beschermingsstatus
Door de internationale natuurbeschermingsorganisatie IUCN is de beschermingsstatus 'veilig' toegewezen (Least Concern of LC).